# Georg Schenkel
Georg Schenkel (* 1. Januar 1886 in Bielefeld; † 14. November 1954 in Iserlohn) war ein deutscher Politiker der FDP.
Schenkel, Sohn eines Lazarettkommandanten, besuchte das Küstriner Gymnasium und studierte anschließend in Göttingen, München und Münster Rechtswissenschaften. Er wurde promoviert und war ab 1911 als Rechtsanwalt, später auch Notar, in Iserlohn tätig. Zu seiner jüdischen Ehefrau und deren Verwandtschaft bekannte er sich auch in der Zeit des Nationalsozialismus.
Nach dem Krieg ernannte die Besatzungsmacht Georg Schenkel als Nachfolger Richard Klewers zum Oberbürgermeister der Stadt Iserlohn. In seiner Amtszeit vom 7. Mai 1945 bis zum 18. Oktober 1946 beteiligte er sich maßgeblich an der Bewältigung der Nachkriegsprobleme.